# Elsaß-Lothringische S 3
Die elsass-lothringische S 3 war eine Schnellzug-Dampflokomotive der Reichseisenbahnen in Elsaß-Lothringen in Verbundbauart mit der Achsformel 2'B. Sie entsprach weitgehend der preußischen S 3, die sich gut bewährt hatte. Die Lokomotiven wurden in den Jahren 1900 und 1901 von der Elsässischen Maschinenbau-Gesellschaft Grafenstaden
 als Reihen A 15 (6 Stück) und von sechs weiteren deutschen Lokomotivfabriken als A 16 (35 Stück) geliefert. Im Jahr 1906 erhielten sie die Bezeichnung S 2 23 - 57 und ab 1912 S 3 201 - 240.
Die A 16 Nr. 782 war in Heißdampf-Ausführung geliefert worden und erhielt 1912 die Nummer S 4 401. Sie wurde 1921 ausgemustert.
Die S 3 wurde, nachdem sie den gewachsenen Leistungsanforderungen nicht mehr entsprach, von der Réseau ferroviaire d’Alsace-Lorraine (AL) bis 1925 ausgemustert.